# 5887 Yauza
5887 Yauza este un asteroid din centura principală de asteroizi.

## Descriere
5887 Yauza este un asteroid din centura principală de asteroizi. A fost descoperit pe 24 septembrie 1976 la Observatorul de Astrofizică din Crimeea de Nikolai Cernîh. El prezintă o orbită caracterizată de o semiaxă mare de 2,21 ua, o excentricitate de 0,13 și o înclinație de 5,7° în raport cu ecliptica.